# Кличев

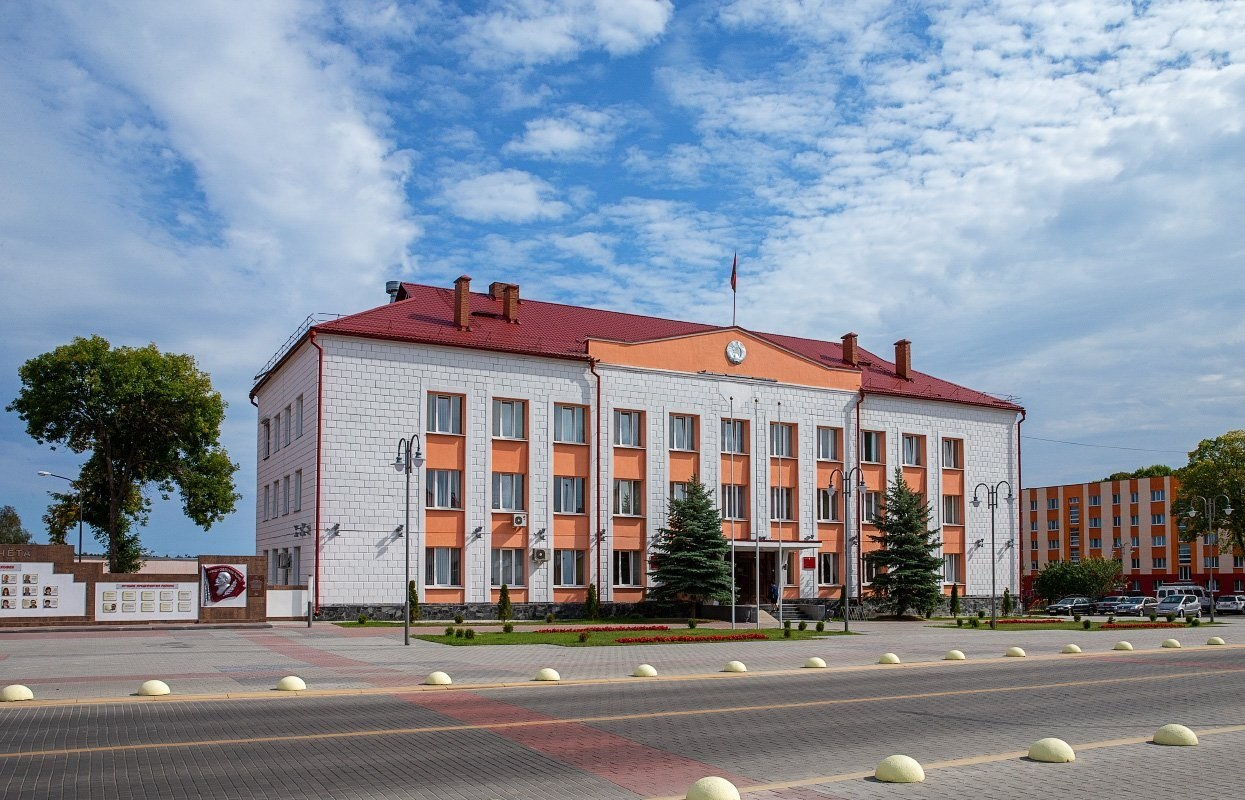
Здание администрации

Кли́чев (бел. Клі́чаў) — город в Могилёвской области Беларуси на реке Ольса. Административный центр Кличевского района.
Численность населения — 7 249 человек (на 1 января 2025 года).

## География
Кличев расположен на реке Ольса (левый приток Березины водного бассейна Днепра) в 91 км от Могилёва, в 7 км от железнодорожной станции Несета (на линии Могилёв — Осиповичи). Ближайший населённый пункт — деревня Поплавы, расположенная за мостом через Ольсу.

## Геральдика
Герб учреждён Указом Президента Республики Беларусь от 3 января 2005 года № 1 и зарегистрирован в Государственном геральдическом регистре Республики Беларусь 6 января 2005 года № Б-41. Одобрен решением Кличевского районного Совета депутатов от 25 сентября 2003 года № 3-7. 
Флаг учреждён Указом Президента Республики Беларусь от 24 августа 2006 года № 526 и зарегистрирован в Государственном геральдическом регистре Республики Беларусь 29 августа 2006 года № Б-94. Одобрен решением Кличевского районного Совета депутатов от 16 сентября 2005 года № 11-6.

## История
- 1592: первое письменное упоминание о Кличеве — деревня Кличево Витебского воеводства[уточнить] Великого княжества Литовского[10].
- В 1700-х годах входил в Любошанское староство Оршанского повета Витебского воеводства[11].
- 1793: в результате второго раздела Речи Посполитой оказался в составе Российской империи, в Игуменском уезде Минской губернии.
- 1858: в составе имения «Березина-Любошанская» графа Потоцкого М. А.[12]
- 1865: село Должанской волости, 79 дворов, церковь.
- 1886: в Кличеве было 50 дворов.
- 1897: село, 77 дворов (управлялась волостным правлением Должанской волости), и одноимённое местечко (подчинялась мещанской управе), 360 жителей. В городке Кличев размещались народное училище (с 1875), Свято-Троицкая церковь (в 1894 году возведено новое здание) еврейский молитвенный дом, 4 магазина, кабачок, 4 мельницы, 2 раза в год проводились ярмарки.
- 1904—1914: в местечке работал стеклозавод, на котором производили бутылки, аптечные, фарфоровые и химические сосуды. Из религиозных учреждений открыта ещё одна синагога[13].
- 17 июля 1924: деревня, центр Кличевского района Бобруйского округа (до 26 июля 1930).
- 20 февраля 1938: в Могилёвской области.
- 27 сентября 1938: получил официальный статус городского посёлка.
- 1939: по переписи 1939 года в Кличеве проживало 1639 белорусов (70,8 %), 433 еврея (18,7 %), 179 русских (7,7 %), 35 поляков (1,5 %)[14].
- 1940: в Кличеве работали маслозавод, 2 хлебозаводы, райпромкомбинат (с 1930 года), сапожницкая, швейная и кондитерская артели, завод безалкогольных напитков, телеграф, почта, радиоузел, библиотека, леспромхоз, средняя школа, поликлиника, метеостанция.
- 1941 — 28 июля 1944: находился под немецкой оккупацией. Создано гетто с около 600 узников[13]. В июне 1942 года около городка за 10 дней был создан первый на территории Беларуси партизанский аэродром. Действовал Кличевский оперативный центр, который руководил одноимённым партизанским соединением.
- 1944—1954: в составе Бобруйской области.
- 1962—1965: в Кировском районе Могилёвской области.
- 20 октября 1995 года административные единицы Кличевский район и посёлок Кличев, имеющие общий административный центр, объединены в одну административную единицу — Кличевский район[15].
- 11 сентября 2000: Кличев получил статус города.
- 3 января 2005: получил собственные герб и флаг[16].
- В 2009 году в связи с празднованием 65-й годовщины освобождения Республики Беларусь от немецко-фашистских захватчиков и в целях увековечения подвига воинов Красной Армии, партизан и подпольщиков Кличев награждён вымпелом «За мужнасць і стойкасць у гады Вялікай Айчыннай вайны» (Указ Президента Республики Беларусь от 29 июня 2009 года № 355)[17].

## Население
Численность населения — 7 249 человек (на 1 января 2025 года). Численность населения — 7 321 человек (на 1 января 2023 года).
Численность населения :
| Год            | 1865 | 1897 | 1933  | 1939  | 1959  | 1970  | 1979  | 1989  | 2009  | 2020  | 2023    | 2025   |
| -------------- | ---- | ---- | ----- | ----- | ----- | ----- | ----- | ----- | ----- | ----- | ------- | ------ |
| Население чел. | 427  | 528  | 1 900 | 2 313 | 3 283 | 4 683 | 7 021 | 8 073 | 7 100 | 7 200 | ▲ 7 321 | ▼7 249 |

## Экономика
В городе расположены лесхоз, предприятия деревообрабатывающей, лесозаготовительной, пищевой промышленности.

## Образование
Действуют аграрно-технический колледж, 2 средние школы, УПК, школа искусств и спортивная школа, 2 библиотеки.
Кличевский государственный аграрно-технический колледж готовит техников-механиков и техников-электриков для сельского хозяйства по программам среднего специального образования, а также специалистов по эксплуатации и ремонту сельскохозяйственной техники по программам профессионально-технического образования.

## Культура
- Дом культуры
- Краеведческий музей[21]
- Музей Боевой славы имени Героя Советского Союза Ф. И. Ковалёва[22]

## События и мероприятия
- В 2017 году прошёл областной фестиваль «Дажынкi».
- Ежегодный региональный фестиваль традиционных культур «Клiч над Вольсай»[23].
- Ежегодно проводится эко-арт фестиваль «Острова Дулебы»

## Достопримечательность
- Водонапорная башня, ул. Ленинская, 50а
- Курган Бессмертия
- Братские могилы советских воинов, жертв фашизма, памятники партизанам, освободителям города

### Памятник, скульптура
- Памятник В. И. Ленину
- Памятник Герою Советского Союза Ф. И. Ковалёву
- Памятник воинам-интернационалистам Могилёвского района, погибшим в Афганистане[24]
- Памятный знак военным журналистам Могилёвской области

### Жанровая скульптура, арт-объекты
- Рог изобилия[25]
- Граффити «Сойка»[26]
- Памятный знак «Из рога всего много». Автор — скульптор Андрей Воробьёв

## СМИ
Издаётся газета «Сцяг саветаў».

## Международное сотрудничество
Города-побратимы
- Сальск, Россия

## Известные уроженцы
- Капилевич Григорий (Гирш) Вульфович (1918—1999) —  советский деятель образования, педагог. Директор Йошкар-Олинского технологического техникума Марийской АССР (1961—1981). Заслуженный учитель школы РСФСР (1979), заслуженный учитель школы Марийской АССР (1968). Участник Великой Отечественной войны. Член ВКП(б).